# Boubers-sur-Canche
Boubers-sur-Canche è un comune francese di 612 abitanti situato nel dipartimento del Passo di Calais nella regione dell'Alta Francia.
Il territorio comunale è attraversato dal fiume Canche.

## Società

### Evoluzione demografica
Abitanti censiti